# Batnjik
Batnjik (izvirno srbsko Батњик) je naselje v Srbiji, ki upravno spada pod Mesto Novi Pazar; slednja pa je del Raškega upravnega okraja.

## Demografija
V naselju, katerega izvirno (srbsko-cirilično) ime je Батњик, živi 45 polnoletnih prebivalcev, pri čemer je njihova povprečna starost 44,2 let (47,3 pri moških in 42,2 pri ženskah). Naselje ima 19 gospodinjstev, pri čemer je povprečno število članov na gospodinjstvo 3,05.
To naselje je, glede na rezultate popisa iz leta 2002, večinoma srbsko.
|  |

| Demografija | Demografija     | Demografija     |
| Leto        | Št. prebivalcev | Št. prebivalcev |
| ----------- | --------------- | --------------- |
|             |                 |                 |
|             |                 |                 |
|             |                 |                 |
|             |                 |                 |
| 1948        | 122             |                 |
| 1953        | 118             |                 |
| 1961        | 135             |                 |
| 1971        | 93              |                 |
| 1981        | 64              |                 |
| 1991        | 66              | 66              |
| 2002        | 59              | 58              |
|             |                 |                 |

| Etnična sestava po popisu iz leta 2002 | Etnična sestava po popisu iz leta 2002 | Etnična sestava po popisu iz leta 2002 | Etnična sestava po popisu iz leta 2002 | Etnična sestava po popisu iz leta 2002 |
| -------------------------------------- | -------------------------------------- | -------------------------------------- | -------------------------------------- | -------------------------------------- |
| Srbi                                   | Srbi                                   |                                        | 55                                     | 94,82%                                 |
| Neznano                                | Neznano                                |                                        | 3                                      | 5,17%                                  |